# Pedro Hortigosa
Pedro Hortigosa (Segovia, 1811-Madrid, 1870) fue un grabador español.

## Biografía
Grabador nacido en Segovia en 1811, estuvo dedicado en un principio a la pintura, hizo sus primeros estudios bajo la dirección de Vicente López, y en las clases públicas de la Academia de San Fernando. En 1832 se presentó al concurso de premios de dicha academia y obtuvo el segundo de la tercera clase. En 1855, fue nombrado profesor de la Escuela de Bellas Artes de Sevilla, ingresando al poco tiempo en la Academia de Santa Isabel como individuo de número, y mereciendo ser nombrado para pasar a Francia con objeto de estudiar los últimos adelantos del grabado. Después fue grabador de la Dirección de Hidrografía y de cámara a consecuencia del fallecimiento de Vicente Peleguer. En la Exposición Universal de París celebrada en 1855 presentó dos copias de Murillo: Santo Tomás de Villanueva repartiendo limosna y San Antonio de Padua. En la Exposición Nacional de 1866 figuraron de su mano tres retratos: el de Cervantes, por dibujo de Luis Madrazo; La Soledad según Federico Madrazo, y un asunto del Quijote, por dibujo de Carlos Ribera. Además de estas obras, fue autor de una Dolorosa, de varias láminas para la edición del Quijote publicada en Barcelona y la titulada El Panorama español, y de los retratos de Doña Isabel II, el General Espartero de cuerpo entero para su biografía militar y política, y el de Fígaro a la cabeza de sus obras. Falleció en Madrid en abril de 1870.